# Carmen Lyra
Pour les articles homonymes, voir Lyra.
Carmen Lyra est le pseudonyme de María Isabel Carvajal Quesada, femme de lettres costaricienne née le 15 janvier 1887 ou 1888 à San José et morte le 14 mai 1949 à Mexico. 

## Biographie
Membre active du parti communiste mexicain, elle est l'un des premiers auteurs à critiquer la domination des compagnies bananières. 
Professeure des écoles, elle voyage en Europe pour étudier les méthodes de Maria Montessori et fonde une école.
Elle participe à la création du parti communiste au Costa Rica et lutte contre la dictature. Elle milite également pour l'égalité de salaire entre femmes et hommes, ainsi que pour le vote des femmes. 
Elle écrit le livret de l'opéra Caperucita encarnada de Julio Fonseca, créé en 1916. 
Elle demeure surtout connue aujourd'hui pour ses contes pour enfants du recueil Les Contes de ma tante Panchita (Cuentos de mi Tía Panchita) (1920), dont les récits sont issus de contes du folklore costaricien.
À l'âge de soixante ans, elle est accusée d'être l'« auteur intellectuel des crimes de guerre » avec d'autres membres du parti communiste et doit s'exiler au Mexique. 
En 1976, l'Assemblée législative la nomme « bienfaitrice de la patrie. »

## Œuvres
- La niña sol, théâtre (œuvre perdue)
- Había una vez, théâtre (œuvre perdue)
- Las fantasías de Juan Silvestre (1916), recueil de nouvelles
- En una silla de ruedas (1917), roman, version révisée en 1946
- Cuentos de mi tía Panchita (1920) Publié en français sous le titre Les Contes de ma tante Panchita, traduits par Georges Pillement, Paris, F. Sorlot, coll. « Les maîtres étrangers », 1944
- ¿Qué habrá sido de ella? (1922), recueil de nouvelles, réédité en 1959 sous le titre Ramona, la mujer de la brasa
- El barrio Cothnejo-Fishy (1923), recueil de nouvelles
- Siluetas de la maternal (1929)
- Bananos y hombres (1933), recueil de nouvelles
- El grano de oro y el peón (1933), essai
- La cucarachita mandinga (1976)
- Relatos escogidos (1977)
- Los otros cuentos de Carmen Lyra, Editorial Costa Rica, San José, 1985
- Narrativa de Carmen Lyra, antología de 18 relatos publicados en diarios y revistas entre 1911 y 1936; Editorial Costa Rica, San José, 2011